# Microplitis ratzeburgii
Microplitis ratzeburgii är en stekelart som först beskrevs av Johannes Friedrich Ruthe 1858.  Microplitis ratzeburgii ingår i släktet Microplitis och familjen bracksteklar. Inga underarter finns listade i Catalogue of Life.